# Ormetica gerhilda
Ormetica gerhilda là một loài bướm đêm thuộc phân họ Arctiinae, họ Erebidae.